# Raigarh
Raigarh (en hindi: रायगढ़ ) es una ciudad de la India capital del distrito de Raigarh, en el estado de Chhattisgarh.

## Geografía
Se encuentra a una altitud de 219 m s. n. m. a 235 km de la capital estatal, Raipur, en la zona horaria UTC +5:30.

## Demografía
Según estimación 2012 contaba con una población de 150 786 habitantes.